# Мборантсуо, Мари-Мадлен
Мари-Мадлен Мборантсуо (фр. Marie-Madeleine Mborantsuo; род. 18 апреля 1955, Франсвиль) — габонский судья. Председатель Конституционного суда Габона (фр. Cour Constitutionnelle de la Republique Gabonaise) с момента его основания в 1991 году.

## Биография
Мборантсуо родилась во Франсвиле 18 июня 1955 года. Ее родителями были Жан Дамбангой и Берта Нуо. Изучала юриспруденцию в Национальном университете Габона (позже Университет Омара Бонго), затем получила степень магистра в области государственных финансов в Университете Пантеон-Ассас и степень доктора конституционного права в 2005 году в Университете Экс-Марсель. Ее докторская диссертация называлась «Конституционные суды Африки и верховенство права» (фр. Cours constitutionnelles africaines et État de droit).